# RCシリーズ
RCシリーズ（アールシーシリーズ、英: RC algorithm）は、共通鍵（秘密鍵）暗号方式のシリーズ。RC暗号、RCアルゴリズムとも。いずれもRSAセキュリティ社のロナルド・リベスト（ロン・リベスト）が設計し、RSAセキュリティが権利を有している。なお、RSAのRはリベストの頭文字である。「RC」は「Rivest Cipher」または「Ron’s Code」の略とされる。したがって、厳密には「RC暗号」という呼び名は重言である。

## RCシリーズの暗号
- RC1 - 存在しない
- RC2
- RC3 - 開発中に破られたため開発中止
- RC4
- RC5
- RC6

これらは、RC6がRC5の改良版であることを除けば、互いに関連は薄い。